# THE LEGEND (渡辺美里のアルバム)
『THE LEGEND』（ザ・レジェンド）は2003年1月1日にリリースされた渡辺美里のベスト・アルバム (ESCL-2370)。

## 解説
渡辺の所属レーベルであるエピックレコードジャパンの企画盤。同社の発足25周年を記念し、1980年代当時に所属していたアーティスト11組のベストアルバムシリーズの1枚としてリリース。収録曲は全曲リマスタリング。渡辺本人が選曲した。

## 収録曲
1. eyes
  - 作詞：戸沢暢美、作曲：木根尚登、編曲：西本明
  - 1985年リリースのアルバム『eyes』に収録。
2. My Revolution
  - 作詞：川村真澄、作曲：小室哲哉、編曲：大村雅朗
  - 1986年リリースのシングル、アルバム『Lovin' you』収録。
3. BOYS CRIED －あの時からかもしれない－
  - 作詞：渡辺美里、作曲：伊秩弘将、編曲：西平彰
  - 1987年リリースのシングル、アルバム『BREATH』収録。
4. センチメンタル カンガルー
  - 作詞：渡辺美里、作曲・編曲：佐橋佳幸
  - 1988年リリースのアルバム『ribbon』収録、後にシングルカット。
5. すき
  - 作詞：渡辺美里、作曲：大江千里、編曲：有賀啓雄
  - 1989年リリースのアルバム『Flower bed』に収録、後にシングルカット。
6. 死んでるみたいに生きたくない
  - 作詞：戸沢暢美、作曲：小室哲哉、編曲：後藤次利
  - アルバム『eyes』収録、後にシングルカット。
7. Long Night
  - 作詞：渡辺美里、作曲：岡村靖幸、編曲：大村雅朗
  - アルバム『Lovin' you』収録、後にシングルカット。
8. BORN TO SKIP
  - 作詞：渡辺美里、作曲：木根尚登、編曲：清水信之
  - アルバム『BREATH』収録。
9. 恋したっていいじゃない
  - 作詞：渡辺美里、作曲：伊秩弘将、編曲：清水信之
  - 1988年リリースのシングル、アルバム『ribbon』収録。
10. やるじゃん女の子
  - 作詞・作曲：渡辺美里、編曲：清水信之
  - アルバム『Flower bed』収録。
11. 悲しいボーイフレンド
  - 作詞・作曲：大江千里、編曲：後藤次利
  - アルバム『eyes』収録。
12. Steppin' Now
  - 作詞・作曲：渡辺美里、編曲：大村雅朗
  - アルバム『Lovin' you』収録。
13. 悲しいね（Remix Version）
  - 作詞：渡辺美里、作曲・編曲：小室哲哉
  - アルバム『ribbon』収録。
14. 10 years
  - 作詞：渡辺美里、作曲：大江千里、編曲：有賀啓雄
  - アルバム『ribbon』収録、後にシングルカット。
15. Lovin' you
  - 作詞：渡辺美里、作曲：岡村靖幸、編曲：大村雅朗
  - アルバム『Lovin' you』収録。